# Сульфид кремния(IV)
Сульфи́д кре́мния(IV) (дисульфи́д кре́мния) — бинарное неорганическое соединение кремния и серы с формулой SiS2, белые или серые кристаллы, легко гидролизуется водой, реагирует с кислородом воздуха.

## Получение
- Сплавление кремния и серы:

{\displaystyle {\mathsf {Si+2S\ {\xrightarrow {250-600^{o}C}}\ SiS_{2}}}}
- Действие сероводорода на кремний:

{\displaystyle {\mathsf {Si+2H_{2}S\ {\xrightarrow {1200-1300^{o}C}}\ SiS_{2}+2H_{2}}}}
- Сплавление оксида кремния и сульфида алюминия:

{\displaystyle {\mathsf {3SiO_{2}+2Al_{2}S_{3}\ {\xrightarrow {250-400^{o}C}}\ 3SiS_{2}+2Al_{2}O_{3}}}}

## Физические свойства
Сульфид кремния образует белые или серые кристаллы ромбической сингонии, пространственная группа I bam, параметры ячейки a = 0,560 нм, b = 0,955 нм, c = 0,553 нм, Z = 4.
Структура состоит из одномерных цепочек ...Si(S)2Si(S)2Si... .
Легко гидролизуется водой, окисляется кислородом воздуха.

## Химические свойства
- При нагревании до 850°С в вакууме обратимо переходит в моносульфид кремния:

{\displaystyle {\mathsf {SiS_{2}\ \rightleftarrows \ SiS+S}}}
- Гидролизуется водой:

{\displaystyle {\mathsf {SiS_{2}+2H_{2}O\ {\xrightarrow {}}\ SiO_{2}\downarrow +2H_{2}S}}}
- Окисляется концентрированной азотной кислотой:

{\displaystyle {\mathsf {SiS_{2}+16HNO_{3}\ {\xrightarrow {}}\ SiO_{2}\downarrow +2H_{2}SO_{4}+16NO_{2}\uparrow +6H_{2}O}}}
- Реагирует с щелочами:

{\displaystyle {\mathsf {SiS_{2}+4NaOH\ {\xrightarrow {}}\ SiO_{2}\downarrow +2Na_{2}S+2H_{2}O}}}
- Окисляется кислородом воздуха:

{\displaystyle {\mathsf {SiS_{2}+3O_{2}\ {\xrightarrow {200-300^{o}C}}\ SiO_{2}+2SO_{2}}}}
- При нагревании с аммиаком образует нитрид кремния:

{\displaystyle {\mathsf {3SiS_{2}+4NH_{3}\ {\xrightarrow {1200-1400^{o}C}}\ Si_{3}N_{4}+6H_{2}+6S}}}
- С сульфидами щелочных металлов образует тиокомплексы:

{\displaystyle {\mathsf {SiS_{2}+Na_{2}S\ {\xrightarrow {}}\ Na_{2}[SiS_{3}]}}}